# The Detroit Cobras
The Detroit Cobras — американская группа, исполняющая в основном каверы на гаражный рок, сформированная в 1994 году. Группа отличается большой текучестью состава и, как правило, их гастрольный состав отличается от студийного. К наиболее постоянным участникам или к творческой силе группы можно отнести Greg Cartwright (известный также участием в группе The Oblivians), а также Rachel Nagy и Mary Ramirez.
Группа подписала контракт с Sympathy for the Record Industry и в 1998 году выпустила дебютный альбом Mink Rat or Rabbit. Их ретро-гаражное звучание становится популярным в Британии, в итоге они переходят на лондонский Rough Trade Records. Второй альбом Life, Love and Leaving вышел в 2001, а третий Baby — в 2005 году, который отличается от предыдущих релизов наличием одной собственной песни Hot Dog (Watch Me Eat). Кроме того, Baby был издан также на американском лейбле Bloodshot Records, который добавил в него треки с мини-альбома Seven Easy Pieces (2003). В апреле 2007 года Bloodshot реализовал четвёртый альбом Tied & True.
Летом 2008 года The Detroit Cobras отправляются в тур, в качестве поддержки группе X, а летом 2009 гастролируют в качестве хэдлайнеров, с поддержкой в виде Dex Romweber Duo.

## Дискография

### Альбомы
- Mink Rat or Rabbit (1998, Sympathy for the Record Industry)
- Life, Love and Leaving (2001, Rough Trade Records)
- Baby (2005, Rough Trade Records, Bloodshot)
- Tied & True (2007, Bloodshot)

### Мини-альбомы
- Seven Easy Pieces (2003, Rough Trade)

### Сборники
- The Original Recordings (Singles and Unreleased 1995-1997) (2008, Munster Records)

### Синглы
- "Village of Love" 7" (1996, Human Fly)
- "Over to My House" 7" (1996, Black Mamba)
- "Ain't It a Shame" 7" (1996, Scooch Pooch)
- "Cha Cha Twist" CD, 7" (2004, Rough Trade)
- "Ya Ya Ya" 7" (2008, Stag-O-Lee)

## Видео
- Cha Cha Twist
- You Don't Knock (live)
- It's Raining
- Right around the corner (live bootleg)